# حضارة كورا- أراكسيس

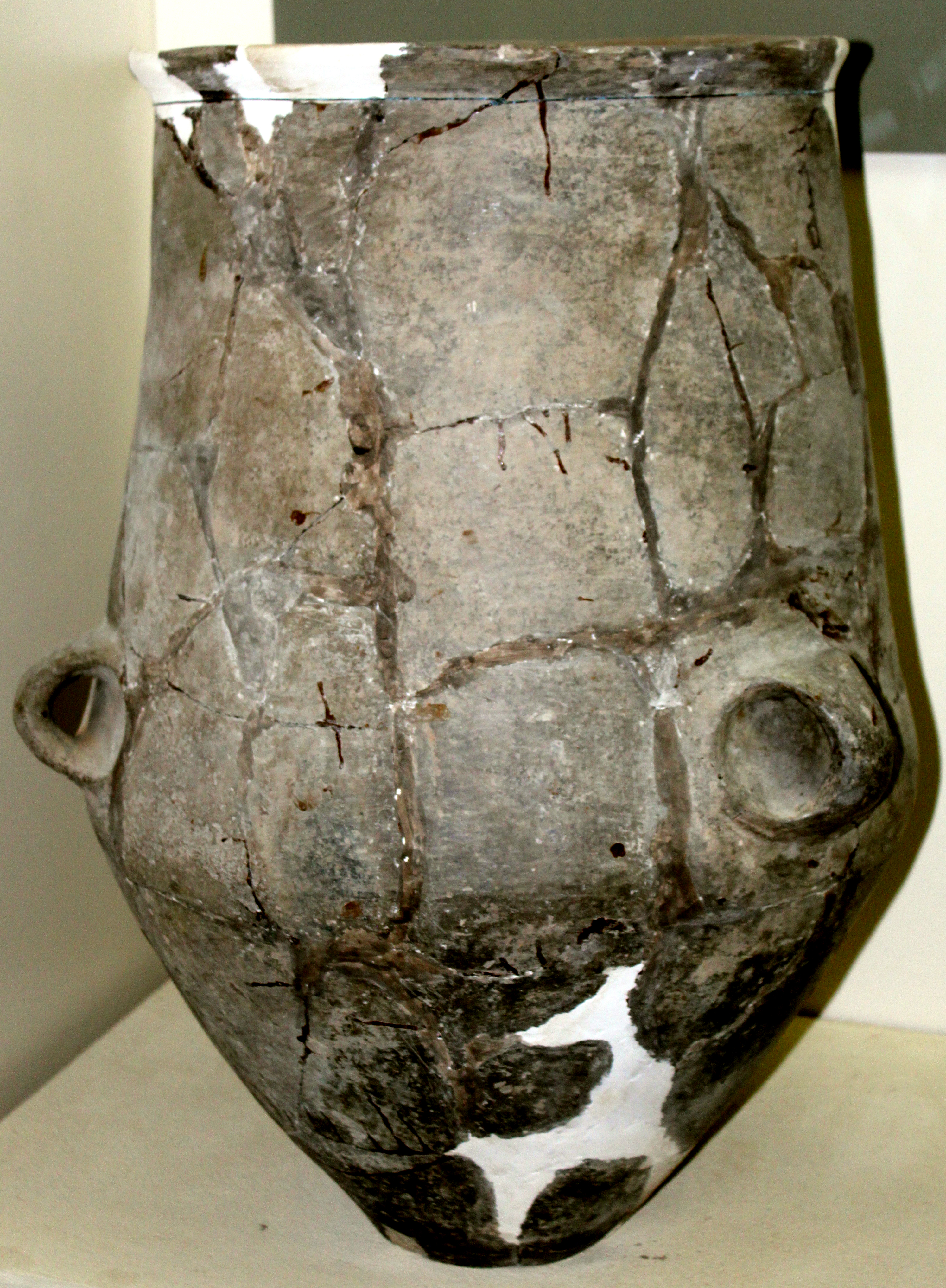

وُجدت حضارة كورا-أراكسيس أو الحضارة المبكرة ما بعد القوقازية منذ نحو 4000 قبل الميلاد وحتى عام 2000 قبل الميلاد تقريبًا، والذي اعتُبر تقليديًا تاريخ نهايتها، وقد اختفت في بعض المواقع في وقت مبكر بين عامي 2700 و2600 قبل الميلاد. عُثر على أول دليل على هذه الحضارة في سهل أرارات؛ وانتشرت شمالًا في القوقاز بحلول عام 3000 قبل الميلاد.
بالمجمل، غطت الحضارة المبكرة ما بعد القوقازية مساحة شاسعة تبلغ نحو 1000 X 500 كم، وشملت معظم هذه المساحة –حسب التوزيع المناطقي المعروف اليوم- جنوب القوقاز (باستثناء غرب جورجيا)، وشمال غرب إيران، وشمال شرق القوقاز، وشرق تركيا، وحتّى سوريا.
اشتُق اسم الحضارة من وديان نهر كورا ونهر أراكسيس. تُعرف حضارة كورا-أراكسيس أحيانًا بالحضارات الشنغافيتية والكارازية (أرضروم)، وأوفاجك، وتل يانيك (أذربيجان الإيرانية، بالقرب من بحيرة أرومية). أدى ذلك إلى ظهور فخار خربة الكرك في وقت لاحق في سوريا وكنعان بعد سقوط الإمبراطورية الأكدية.

## التاريخ المبكر
وُضعت العمليات التكوينية للمجمع الحضاري وتاريخ وظروف نشأته موضع الجدل لفترة طويلة من الزمن.
سبقت حضارة شولافي-شومو حضارة كورا-أراكسيس في المنطقة. كان هناك العديد من الفوارق بين هاتين الحضارتين، وبالتالي فإن العلاقة بينهما لم تكن واضحة. في وقت لاحق، اقتُرح احتمال تمثيل ثقافة سيوني في شرق جورجيا للانتقال من مجمع شولافيري الحضاري إلى مجمع كورا آراكس الحضاري.
في العديد من المواقع، يمكن اعتبار مستويات حضارة سيوني وسيطًا بين مستويات حضارة شولافر- تل شومو ومستويات حضارة كورا- أراكسيس. يتطلب هذا النوع من التطبقات تموضعًا في التسلسل الزمني لثقافة سيوني نحو عام 4000 قبل الميلاد.
يعتبر الباحثون في الوقت الحاضر أن منطقة كارتلي، وكذلك منطقة كاخيتي (في منطقة نهر سيوني) هي مفتاح تشكيل المرحلة الأولى من حضارة كورا- أراكسيس. يظهرها هذا الأمر إلى حد كبير على أنها حضارة أصلية في القوقاز تشكلت خلال فترة طويلة من الزمن، واندمجت في الوقت نفسه مع التأثيرات الأجنبية.
هناك بعض المؤشرات (مثل الموجودة في أرسلان تيبي) على التداخل الزمني بين حضارتي كورا- أراكسيس وأوروك؛ قد تعود هذه التداخلات حتى فترة أوروك الوسطى.
اقترح بعض الباحثين أن يكون أول تجلي لحدث كورا- أراكسيس مؤرخًا على الأقل حتى الربع الأخير من الألفية الخامسة قبل الميلاد. هذا يعتمد على البيانات الحديثة من أوفكولار تيبسي، وهي مستوطنة من العصر الحجري المتأخر موجودة في ناختشيفان على نهر أخوريان.

## التوسع
بشكل سريع نوعًا ما، بدأت عناصر من حضارة كورا- أراكسيس بالتوجه غربًا إلى سهل أرضروم، جنوب غرب قيليقية، وإلى الجنوب الشرقي باتجاه منطقة بحيرة وان، وتحت حوض أرومية في إيران، مثل تل غودن. أخيرًا، انتقلت إلى سوريا الحالية (سهل العمق)، وحتى فلسطين.
تتوافق أراضيها مع أجزاء كبيرة من أرمينيا المعروفة اليوم، وأذربيجان، والشيشان، وداغستان، وجورجيا، وإنغوشيتيا، أوسيتيا الشمالية- ألانيا، وأجزاء من إيران وتركيا.
عُثر في صوص هويوك، في محافظة أرضروم في تركيا، على تشكيلات قديمة من فخار كورا- أراكسيس مع القليل من السيراميك المحلي في الفترة من 3500 إلى 3300 قبل الميلاد. خلال العصر البرونزي المبكر في 3000-2200 قبل الميلاد، كانت هذه المستوطنة جزءًا من ظاهرة كورا-أراكسيس.
في تل أرسلان في تركيا، نحو عام 3000 قبل الميلاد، ظهر فخار كورا- أراكسيس في المنطقة بعد نشوب حرائق وحدوث تدميرات على نطاق واسع.
وفقًا لجيفري سمرز، فإن انتقال شعوب كورا-أراكسيس إلى إيران ومنطقة وان -والتي يفسرها بشكل مفاجئ تمامًا- بدأت قبل فترة وجيزة من عام 3000 قبل الميلاد، وربما كان السبب وراء ذلك هو «انهيار أوروك اللاحقة» (نهاية فترة أوروك)، التي حصلت في نهاية مرحلة أوروك الرابعة نحو 3100 قبل الميلاد.

## المستوطنات
أظهرت الدلائل الأثرية لسكان حضارة كورا- أراكسيس العثور على مستوطنات قديمة على طول نهر هرزدان، ووُضح ذلك من خلال الرسومات في كهف قريب في إحدى المناطق الجبلية. لم تكشف الهياكل في المستوطنات عن الكثير من التمايز، ولم يكن هناك اختلاف كبير في الحجم أو السمات بين المستوطنات؛ أشارت هذه الحقائق إلى أن هذه المستوطنات ربما كانت ذات تسلسل هرمي اجتماعي ضعيف التطور لفترة طويلة من تاريخها. أُحيطت بعض المستوطنات -ولكن ليس جميعها- بجدران حجرية. بنى المستوطنون المنازل من الآجر الطيني، بشكل مستدير بالأصل، ولكن تطورت فيما بعد إلى تصميمات مستطيلة منحنية الحواف مع هياكل مؤلفة من غرفة واحدة أو غرفتين فقط، أو غرف متعددة متمحورة حول مساحة مفتوحة، أو تصاميم ذات خطوط مستقيمة.
في مرحلة ما توسعت مستوطنات الحضارة ومدافنها من وديان الأنهار المنخفضة إلى مناطق المرتفعات. على الرغم من اقتراح بعض الباحثين أن هذا التوسع يدل على التحول من الزراعة إلى الرعي وأنه يمثل دليلًا محتملاً على وصول أعداد كبيرة من الهنود الأوربيين، ولكن اقترحت حقائق مثل بقاء المستوطنة في الأراضي المنخفضة إلى حد ما أن كان الناس في هذه الحضارة نوعوا اقتصادهم ليشمل زراعة المحاصيل والزراعة الرعوية.
مستوطنة شينغافيت، هو موقع بارز لكورا- أراكسيس في منطقة يريفان الحالية في أرمينيا. سُكنت نحو 3200 قبل الميلاد (معاير) إلى 2500 قبل الميلاد (معاير). في وقت لاحق من العصر البرونزي الأوسط، استُخدمت المستوطنة بشكل غير منتظم حتى 2200 قبل الميلاد (معاير). احتلت المدينة مساحة ستة هكتارات، وهي مساحة كبيرة بالنسبة لمواقع كورا-أراكسيس.

## تلال كورا- أراكسيس
في الألفية الثالثة قبل الميلاد، عُرفت مجموعة معينة من تلال حضارة كورا-أراكسيس بثروتها الكبيرة. كانت هذه هي المرحلة الأخيرة من تطور الحضارة. وتُعرف تلال الدفن هذه باسم تلال مارتكوبي. أما على الضفة اليسرى لنهر الأزاني، فغالبًا ما يتراوح ارتفاعها بين 20 و25 مترًا بقطر 200 إلى 300 متر. تحتوي هذه التلال على قطع أثرية ثمينة خاصة، مثل الذهب والفضة والمجوهرات.